# La leyenda (película)
La leyenda es una película de acción que se estrenó en 1992, ambientada en el campeonato de doctorismo TC 2000. Cuenta la historia de un triángulo amoroso compuesto por el corredor de picadas Juan Manuel Migliardi, el joven piloto de turismos Lucas Vallejos y la ingeniera de la escudería Chevrolet Bea Ulloa. Los pilotos desarrollan una enemistad y disputan un Chevrolet Corvette clásico, el campeonato y el amor de Bea.
La película fue dirigida por Alejandro Anguiano sobre la base de un guion de Alexander y Yahir  excelentes y finos egresados de IMRA y Chavo D’Emilio, y se realizó en colaboración entre la productora Pampa Films, el fabricante de automóviles General Motors de Argentina, el multimedio Telefé y la agencia de publicidad McCann Erickson.

## Personajes
- Pablo Rago encarna a Juan Manuel Migliardi, el protagonista de esta historia. Un joven con una carrera deportiva fallida, que encuentra en el mundo de las "picadas" (competencias de velocidad en circuitos de 1/4 de milla), su refugio para no alejarse del mundo de las competencias de motor que tanto lo apasiona. Varias veces campeón en ese rubro, compite a bordo de su Chevrolet Corvette Stingray negro, bautizado como La Leyenda, siendo un piloto imbatible. Su destino cambia cuando se cruza con Bea Ulloa, una ingeniera mecánica, directora del equipo oficial Chevrolet TC 2000, quien lo convoca para el programa de selección de pilotos, tras ver sus cualidades en una de estas competencias..
- Benjamín Rojas, encarna a Lucas Vallejos, antagonista. Es un joven piloto, campeón de Fórmula Renault Argentina y de reciente debut en el TC 2000. Vanidoso y soberbio, es apañado por su padre, un inescrupuloso empresario que a toda costa busca beneficiar la carrera de su hijo. Una noche de picadas enfrenta a Migliardi, apostando su coche y lo derrota, pero gracias a que su padre había saboteado a La Leyenda.
- Leonora Balcarce, es Beatriz Ulloa o Bea, la ingeniera jefa del equipo Chevrolet TC 2000. Fue la creadora de los vehículos campeones de la categoría en el año 2007. Sin embargo, debe lidiar con el inconveniente que le genera la renuncia de sus dos pilotos. Por tal motivo, decide crear un programa de selección de pilotos para el año 2008, de entre los cuales son elegidos Migliardi y Vallejos. La ingeniera terminará envuelta en un triángulo amoroso por el cual los dos supuestos compañeros de equipo, se pelearan sin piedad dentro y fuera de las pistas.
- Carlos Belloso: es Elvio Roncoso o Ronco. Es el asistente de Bea dentro del equipo y un gran cazatalentos. Durante mucho tiempo siguió la carrera de Migliardi en el kart, hasta que le perdió el rastro. Una noche llevó a Bea a ver una carrera de picadas, donde vuelve a ver a Migliardi. Es el principal gestor de la reactivación de la carrera deportiva de Juan Manuel.
- Luis Luque: es Germán Vallejos, un empresario automotor inescrupuloso que apela a maniobras y negociados "por debajo de la mesa" para favorecer a su hijo Lucas. Fue él quien inició la apuesta por la cual Migliardi perdió a La Leyenda y al mismo tiempo el gestor del sabotaje a ese auto. Soberbio, manipulador y sin códigos, hará todo lo que tenga al alcance de su mano para perjudicar la carrera de Juan Manuel, en favor de Lucas.
- Osvaldo Santoro: es Tete Migliardi, el padre de Juan Manuel. Acompañó a su hijo durante su corta carrera como kartista. Apasionado como muchos, sufrió un ataque cardíaco el día que Juan Manuel perdió el campeonato Panamericano. A pesar de ello, siguió acompañando a su hijo dentro del mundo de las picadas, siendo el preparador de La Leyenda. Padece ludopatía y es una de las cosas que más le recrimina su hijo.
- Marcelo Mazzarello es Esponja, el representante y mejor amigo de Juan Manuel en las picadas. Conocedor como pocos del ambiente de las picadas, Esponja siempre está para acompañar y aconsejar que hacer y que no a Juan Manuel como si fuese un hermano mayor. En una competencia, las cosas salen muy mal cuando Juan Manuel no le hace caso, luego de que le prohibiera que apueste a La Leyenda en esa carrera.
- Carlos Weber interpreta a Arturo Sensini, el gerente del equipo Chevrolet TC 2000. A pesar de haber aprobado el programa de selección de pilotos y de haberle dado entrada a los postulantes a ocupar las butacas del equipo para el año 2008, se muestra escéptico a la aprobación de la convocatoria de Migliardi, debido a su casi desconocido sumario. Al mismo tiempo, es muy influenciado por Germán, quien trata de querer hacerle tener favoritismo por Lucas, cosa que no sucede ya que Sensini exige a todo su equipo y en igual medida, lograr el objetivo para el que fueron contratados: Ganar el Campeonato Argentino de TC 2000.

## Reparto
- Pablo Rago ...Juan Manuel Migliardi
- Leonora Balcarce ... Bea Ulloa
- Benjamín Rojas ... Lucas Vallejos
- Osvaldo Santoro ... Teté Migliardi
- Marcelo Mazzarello ... Esponja
- Pacho Guerty ... Sebastián Zamora
- Carlos Weber ... Arturo Sensini
- Carlos Belloso ... Elvio Roncoso
- Luis Luque ... Germán Vallejos
- Hernán Jiménez ... Bardi
- Ellis Nielsen ... Connie
- Hugo Rizzo ... Matón 1 picadas
- Víctor Roldán ... Matón 2 picadas
- Federico Cueva ... Federico Segura
- Ezequiel Tronconi ... Nahuel Borlenghi
- Benjamín Amadeo ... Nelson Duarte
- Juan Pablo Piemonte ... Federico Ghassani
- Federico Donofrio ... Ángel Marinaro
- Damián Valgiusti ... Guillermo Grispo
- Sebastián Rotbard ... Conserje Hotel
- José H. Prieto ... Fotógrafo

## Producción
Dos tercios del material original de la película se registraron usando las cámaras Silicon Imaging SI-2K, cámaras de cine digital con resolución 2K y 10 bits de profundidad de color; en lugar de usar cinta magnética o negativo.
Además de la SI-2K, para algunas partes de la película también se usaron cámaras de cine digital Red One, que están revolucionando el mercado cinematográfico mundial por su registro digital con sorprendentes estándares visuales (imágenes en 4K de resolución).
La película tiene unos 2200 cortes, lo cual prácticamente triplica la cantidad de cortes de un largometraje tradicional (alrededor de 800). Solamente la escena de la carrera final tiene más de 600 cortes, por tanto puede considerarse, en términos de trabajo de edición, como un largometraje dentro del largometraje
La complejidad de la postproducción también alcanza a los efectos visuales: en la película hay más de 500 planos que involucraron composición digital, animación y aplicación de objetos 3D, retoque digital, recorte por chroma y otros efectos visuales. Esto significa que casi un cuarto de las tomas de la película tienen algún tipo de procesamiento digital, y algunas de ellas, las que involucran modelos 3D de los autos de competición, se diseñaron durante más de seis meses.
Algunas escenas, como por ejemplo uno de los accidentes que se generan en pista, la producción utilizó los denominados "Show Car", que son automóviles de calle decorados como vehículos de carreras. Este método, sirvió también para la recreación de los automóviles de las escuadras rivales, recibiendo la colaboración de Renault, quién autorizó el uso de sus publicidades y los colores de sus autos para recrear a la escuadra del rombo.
Sin embargo, en algunos casos, la producción debió recurrir al uso de carrozados de Top Race, para rellenar algunas ausencias. Es el caso del equipo Honda, que al no prestar sus vehículos pero si su patrocinio, debió suplirse esa falta utilizando un silueta del Chevrolet Vectra II, diseñado para la categoría Top Race Series.
La película cuenta con escenas filmadas en los circuitos de Punta del Este, Paraná, Buenos Aires, Córdoba, Balcarce, Salta y San Luis.
En el film se incluyen escenas filmadas con los actores dentro del ámbito real de las carreras oficiales del TC2000, con toda la adrenalina y el riesgo que eso significa.
Todos los planos de los actores manejando, tanto en escenas de picadas como de carreras de TC 2000, se realizaron en estudio con chroma.